# Odznaka Obywatelska
Odznaka Obywatelska (fr. Décoration Civique, nl. De Burgerlijke Decoratie) – odznaczenie państwowe Królestwa Belgii, ustanowione w 1867 roku.

## Historia i insygnia
Noszone na piersi odznaczenie zostało ustanowione przez króla Belgów Leopolda II 21 lipca 1867 roku. Posiadało dwie kategorie: jako nagroda za długoletnią (25 lat) wierną służbę lub za odwagę, poświęcenie i czyny humanitarne, i w każdej kategorii pięć klas: Krzyż Złoty i Srebrny oraz medale Złoty, Srebrny i Brązowy. Pierwsza kategoria mogła być nadawana tylko obywatelom belgijskim, druga także cudzoziemcom.
Krzyż odznaczenia to emaliowany obustronnie na biało krzyż maltański, z krzyżem burgundzkim między ramionami, ze splecionym inicjałem aktualnie panującego monarchy w medalionie środkowym awersu, z datą „1867” w medalionie rewersu. Górne ramię krzyża było ozdobione nawiązującym do symboliki orderu Złotego Runa stylizowanym krzesiwem. Medale były nieemaliowanymi krzyżami odznaczenia, bez symbolu krzesiwa na górnym ramieniu i z plakietkami między ramionami, na których położony był krzyż burgundzki.
Wstążka dla kategorii za wierną służbę była czerwona z trzema pionowymi czarnymi paskami, a wstążka dla drugiej kategorii czerwona z obustronnymi żółto-czarnymi bordiurami.

## Za zasługi cywilne w czasie trwania wojen światowych
| Złoty Krzyż (1914–1918) | Srebrny Krzyż (1940–1945) | Brązowy Medal (1940–1945) |
| ----------------------- | ------------------------- | ------------------------- |
|                         |                           |                           |

## Za długą i zaszczytną służbę jako strażak
| Srebrny Krzyż | Srebrny Medal |
| ------------- | ------------- |
|               |               |